# كوستور
بلدية كوستور (بالإسبانية: Costur)‏، هي إحدى بلديات مقاطعة كاستيلون التي تقع في منطقة بلنسية، في شرق إسبانيا.
يبلغ عدد سكانها 468 نسمة وفقاً لإحصائية سنة (2006).